# Alejandro González Iñárritu
Alejandro González Iñárritu (Ciutat de Mèxic, Mèxic, 15 d'agost de 1963) és un director de cinema mexicà.

## Biografia
Graduat a la Universitat Iberoamericana, va començar la seva carrera professional el 1986 com a locutor en l'emissora de ràdio mexicana WFM (96.9 FM). A partir de 1988 es va dedicar a compondre la música d'algunes pel·lícules mexicanes, entre elles 'Garra de tigre' (1989).
Va estudiar cinematografia a Maine sota la supervisió del prestigiós director Ludwik Margules, i a Los Angeles sota la de Judith Weston. En la dècada de 1990 ja estava a càrrec de la producció de Televisa, una companyia de televisió mexicana. Als 27 anys, González Iñárritu s'havia convertit en un dels seus directors més joves.
El 1991, després de 'Televisa, va crear junt amb Martín Hernández i alguns companys més la seva pròpia companyia, 'Zeta Films' que produïa publicitat i curt-metratges, així com programes de televisió. Va començar a escriure i rodar anuncis televisius. La seva primera pel·lícula de mitjana durada 'Darrere dels diners', la va produir 'Televisa' i va comptar amb l'actuació de l'espanyol Miguel Bosé.
L'escriptor Guillermo Arriaga va realitzar un guió original de llargmetratge titulat Amores perros (1999). La pel·lícula – que fou el seu primer llargmetratge - va ser dirigida per Alejandro González Iñárritu. Aquesta mirada a les entranyes de Mèxic va ser nomenada al premi Oscar com a millor pel·lícula estrangera i va obtenir diversos guardons en festivals internacionals entre els quals destaca el premi a la millor pel·lícula de la 'Semaine de la Critique' del Festival de Canes.
Tant el càmera d'Amores Perros, Rodrigo Prieto, com el compositor Gustavo Santaolalla van fer el salt a Hollywood arran de l'èxit de la pel·lícula.
L'èxit d'Amores perros va portar a González Iñárritu als Estats Units a dirigir la pel·lícula de parla anglesa 21 Grams per a Universal Studios. Guillermo Arriaga va crear la història i el guió, el film va comptar amb actors de la talla de Benicio del Toro, Naomi Watts i Sean Penn, que serien nomenats a l'Oscar per les seves interpretacions.
En el Festival Internacional de Cinema de Canes 2006 va presentar Babel, amb què va obtenir el premi al millor director. També escrita per Arriaga, consta de quatre històries ambientades en el Marroc, la frontera Mèxic – Estats Units i el Japó. El film es va estrenar comercialment l'octubre del 2006 i compta amb la interpretació de Gael García Bernal, Cate Blanchett, Brad Pitt, Adriana Barraza, Rinko Kikuchi i Kōji Yakusho. El 15 de gener de 2007 va guanyar el Premi Globus d'Or a la millor pel·lícula dramàtica. Per la pel·lícula va obtenir una nominació per l'Oscar al millor director, d'entre les sis candidatures totals de la pel·lícula, inclosa la categoria d'Oscar a la millor pel·lícula.
El 2007 Alejandro González Iñárritu, va ser seleccionat pel Festival Internacional de Cinema de Canes per dirigir part d'un llargmetratge commemoratiu del 70 aniversari del certamen.
Alejandro González Iñárritu es troba entre els membres del jurat del Festival Internacional de Cinema de Venècia 2007.
El 2019 presideix el jurat del Festival de Cinema de Cannes.
Viu a Los Angeles amb la seva dona María Eladia Hagerman de González i els seus dos fills María Eladia i Eliseo.

## Filmografia
- Por detrás del dinero (1991)
- Amores perros (2000)
- 11'9''01 (2002)
- 21 Grams (2003)
- Babel (2006)
- Biutiful (2010)
- Birdman (2014)
- The revenant (2016)

## Premis i nominacions
Amores Perros (2000)
- Festival Internacional de Cinema de Canes. Guanyador del Premi de la crítica.
- Premi BAFTA. Guanyador Millor pel·lícula estrangera.

11'9''01 (2002)
- Festival Internacional de Cinema de Venècia. Guanyador Premi UNESCO.

Babel (2006)
- Festival Internacional de Cinema de Canes. Guanyador del Premi a la millor direcció.
- Oscar al millor director Nominació.
- Premi Globus d'Or. Millor director. Nominació.
- Premi BAFTA. Millor director. Nominació.